# 和平镇 (屏边县)
和平镇，是中华人民共和国云南省红河哈尼族彝族自治州屏边苗族自治县下辖的一个乡镇级行政单位。
2015年10月27日，云南省人民政府批复同意撤销和平乡，设立和平镇。

## 行政区划
和平镇下辖以下地区：
和平村、者底冲村、六斗村、瓦乍村、白沙村、百福村、石坎头村、白鸽村、咪租村、坡背村、底咪底村、路乐村、红星村和咪崩龙村。